# Hộ chiếu sinh trắc học

Biểu tượng sinh trắc học thường được in trên bìa hộ chiếu sinh trắc học.

Một hộ chiếu sinh trắc học (còn gọi là hộ chiếu điện tử, hộ chiếu kỹ thuật số, e-passport) là một dạng hộ chiếu truyền thống có gắn một chíp vi xử lý trong đó lưu trữ thông tin sinh trắc học có thể dùng để xác nhận danh tính của người sử dụng hộ chiếu. Nó sử dụng công nghệ thẻ thông minh không chạm, gồm có một chíp vi xử lý (chíp máy tính) và ăng-ten (vừa để trữ năng lượng cho chíp và cho việc trao đổi thông tin) được gắn ở bìa trước hoặc bìa sau, hoặc trang giữa, của hộ chiếu. Các thông tin quan trọng của hộ chiếu được in trên cả trang dữ liệu lẫn được lưu trữ trong chíp. Khi tất cả các cơ chế bảo mật được cài đặt đầy đủ và chính xác, hạ tầng khóa công cộng được sử dụng để xác thực dữ liệu lưu trữ trong chíp hộ chiếu sẽ khiến cho việc làm giả trở nên khó khăn và đắt tiền hơn nhiều. Nhiều quốc gia đang chuyển sang sử dụng hộ chiếu sinh trắc học. Đến giữa năm 2019, đã có hơn 150 nước sử dụng loại hộ chiếu này.
Những loại sinh trắc học chuẩn dành cho loại hệ thống nhận diện này này bao gồm nhận dạng khuôn mặt, nhận dạng dấu vân tay, và nhận dạng mống mắt. Đây là những dạng sinh trắc học được sử dụng sau khi đã đánh giá nhiều loại sinh trắc học khác nhau như quét võng mạc. Bản mô tả về hộ chiếu và chíp được ghi lại trong Tài liệu số 9303 của Tổ chức Hàng không Dân dụng Quốc tế. ICAO định nghĩa cụ thể định dạng tập tin sinh trắc học và các giao thức trao đổi được dùng trong hộ chiếu. Chỉ có hình ảnh kỹ thuật số (thường ở định dạng JPEG hoặc JPEG2000) của mỗi đặc điểm sinh trắc học được lưu trữ trong chíp. Hệ thống kiểm soát biên giới điện tử là nơi sẽ so sánh các đặc điểm sinh trắc học. Để lưu trữ dữ liệu sinh trắc học trên chíp không tiếp xúc, nó phải có dung lượng lưu trữ tối thiểu 32 kilobyte EEPROM, và chạy trên một giao diện theo tiêu chuẩn quốc tế ISO/IEC 14443, cùng với các tiểu chuẩn khác. Những tiêu chuẩn này được đặt ra nhằm đảm bảo việc vận hành thông suốt giữa các nước và giữa các nhà sản xuất hộ chiếu khác nhau.
Một số thẻ căn cước quốc gia (ví dụ của Hà Lan, Albania và Brasil) tuân thủ hoàn toàn tiêu chuẩn ICAO9303 sinh trắc học về giấy tờ du lịch; một số các nước khác lại không, như Thẻ hộ chiếu Hoa Kỳ.

## Danh sách các quốc gia sử dụng hộ chiếu sinh trắc học
| STT | Quốc gia                                | Năm sử dụng | Ghi chú                                             |
| --- | --------------------------------------- | ----------- | --------------------------------------------------- |
| 1   | Ả Rập Xê Út                             | 2006        |                                                     |
| 2   | Ai Cập                                  | 2007        |                                                     |
| 3   | Albania                                 | 2009        |                                                     |
| 4   | Algérie                                 | 2012        |                                                     |
| 5   | Ấn Độ                                   | 2008        |                                                     |
| 6   | Áo                                      | 2006        |                                                     |
| 7   | Argentina                               | 2012        |                                                     |
| 8   | Armenia                                 | 2012        |                                                     |
| 9   | Azerbaijan                              | 2013        |                                                     |
| 10  | Ba Lan                                  | 2006        |                                                     |
| 11  | Bangladesh                              | 2010        |                                                     |
| 12  | Bỉ                                      | 2004        |                                                     |
| 13  | Bồ Đào Nha                              | 2006        |                                                     |
| 14  | Bosnia và Hercegovina                   | 2009        |                                                     |
| 15  | Botswana                                | 2010        |                                                     |
| 16  | Brasil                                  | 2006        |                                                     |
| 17  | Brunei                                  | 2007        |                                                     |
| 18  | Bulgaria                                | 2010        |                                                     |
| 19  | Cabo Verde                              | 2016        |                                                     |
| 20  | Các tiểu vương quốc Ả Rập Thống nhất    | 2010        |                                                     |
| 21  | Campuchia                               | 2014        |                                                     |
| 22  | Canada                                  | 2013        |                                                     |
| 23  | Chile                                   | 2013        |                                                     |
| 24  | Colombia                                | 2015        |                                                     |
| 25  | Cộng hòa Dominica                       | 2004        |                                                     |
| 26  | Cộng hòa Séc                            | 2006        |                                                     |
| 27  | Croatia                                 | 2009        |                                                     |
| 28  | Đài Loan                                | 2008        |                                                     |
| 29  | Đan Mạch                                | 2006        |                                                     |
| 30  | Dòng Chiến sĩ Toàn quyền Malta          | 2005        |                                                     |
| 31  | Đức                                     | 2005        |                                                     |
| 32  | Estonia                                 | 2007        |                                                     |
| 33  | Gabon                                   | 2014        |                                                     |
| 34  | Ghana                                   | 2010        |                                                     |
| 35  | Hà Lan                                  | 2006        |                                                     |
| 36  | Hàn Quốc                                | 2008        |                                                     |
| 37  | Hoa Kỳ                                  | 2006        |                                                     |
| 38  | Hồng Kông                               | 2007        |                                                     |
| 39  | Hungary                                 | 2006        |                                                     |
| 40  | Hy Lạp                                  | 2006        |                                                     |
| 41  | Iceland                                 | 2006        |                                                     |
| 42  | Indonesia                               | 2011        |                                                     |
| 43  | Iran                                    | 2007        |                                                     |
| 44  | Iraq                                    | 2010        |                                                     |
| 45  | Ireland                                 | 2006        | Thẻ hộ chiếu nhân trắc học được giới thiệu năm 2015 |
| 46  | Israel                                  | 2013        |                                                     |
| 47  | Kazakhstan                              | 2009        |                                                     |
| 48  | Kosovo                                  | 2011        |                                                     |
| 49  | Kuwait                                  | 2017        |                                                     |
| 50  | Lào                                     | 2016        |                                                     |
| 51  | Latvia                                  | 2007        |                                                     |
| 52  | Liban                                   | 2016        |                                                     |
| 53  | Lesotho                                 | 2016        |                                                     |
| 54  | Litva                                   | 2006        |                                                     |
| 55  | Luxembourg                              | 2006        |                                                     |
| 56  | Ma Cao                                  | 2009        |                                                     |
| 57  | Macedonia                               | 2007        |                                                     |
| 58  | Madagascar                              | 2014        |                                                     |
| 59  | Malaysia                                | 1998        |                                                     |
| 60  | Maldives                                | 2006        |                                                     |
| 61  | Malta                                   | 2008        |                                                     |
| 62  | Maroc                                   | 2008        |                                                     |
| 63  | Mauritanie                              | 2011        |                                                     |
| 64  | Moldova                                 | 2008        |                                                     |
| 65  | Mông Cổ                                 | 2016        |                                                     |
| 66  | Montenegro                              | 2008        |                                                     |
| 67  | Mozambique                              | 2014        |                                                     |
| 68  | Na Uy                                   | 2005        |                                                     |
| 69  | Nam Sudan                               | 2012        |                                                     |
| 70  | New Zealand                             | 2005        |                                                     |
| 71  | Nga                                     | 2006        |                                                     |
| 72  | Nhật Bản                                | 2006        |                                                     |
| 73  | Nigeria                                 | 2007        |                                                     |
| 74  | Pakistan                                | 2004        |                                                     |
| 75  | Panama                                  | 2014        |                                                     |
| 76  | Peru                                    | 2016        |                                                     |
| 77  | Phần Lan                                | 2006        |                                                     |
| 78  | Pháp                                    | 2006        |                                                     |
| 79  | Philippines                             | 2009        |                                                     |
| 80  | Qatar                                   | 2008        |                                                     |
| 81  | România                                 | 2008        |                                                     |
| 82  | Serbia                                  | 2008        |                                                     |
| 83  | Singapore                               | 2006        |                                                     |
| 84  | Síp                                     | 2010        |                                                     |
| 85  | Slovakia                                | 2008        |                                                     |
| 86  | Slovenia                                | 2006        |                                                     |
| 87  | Somalia                                 | 2006        |                                                     |
| 88  | Sri Lanka                               | 2015        |                                                     |
| 89  | Sudan                                   | 2009        |                                                     |
| 90  | Tajikistan                              | 2010        |                                                     |
| 91  | Tây Ban Nha                             | 2006        |                                                     |
| 92  | Thái Lan                                | 2005        |                                                     |
| 93  | Thổ Nhĩ Kỳ                              | 2010        |                                                     |
| 94  | Thụy Điển                               | 2005        |                                                     |
| 95  | Thụy Sỹ                                 | 2006        |                                                     |
| 96  | Togo                                    | 2009        |                                                     |
| 97  | Trung Quốc                              | 2011        |                                                     |
| 98  | Tunisia                                 | 2016        |                                                     |
| 99  | Turkmenistan                            | 2008        |                                                     |
| 100 | Úc                                      | 2005        |                                                     |
| 101 | Ukraina                                 | 2015        |                                                     |
| 102 | Uruguay                                 | 2015        |                                                     |
| 103 | Uzbekistan                              | 2011        |                                                     |
| 104 | Venezuela                               | 2007        |                                                     |
| 105 | Vương quốc Liên hiệp Anh và Bắc Ireland | 2006        |                                                     |
| 106 | Ý                                       | 2006        |                                                     |
| 107 | Zimbabwe                                | 2017        |                                                     |
| 108 | Việt Nam                                | 2023        |                                                     |